# Один рин (монета Японии)
Один рин — монета Японии, находившаяся в обращении с 1873 по 1953 годы. Монета равнялась 1⁄1000 японской иены, поскольку 10 ринов равнялись одному сену, а 100 сенов равнялись одной иене.

## История
Монеты в один рин были впервые отчеканены в 1873 году, вскоре после того, как Япония приняла новую валютную систему после реставрации Мэйдзи. Монеты в один рин были выпущены как монеты самого низкого номинала, стоимостью 1⁄1000  иены. На момент своего появления монета в один рин была приблизительно равна по стоимости монете в один мон старой валютной системы. Все монеты в один рин изготовлены из бронзового сплава.
С 1873 по 1875 год выпускались миллионы монет номиналом один рин в год, прежде чем их тираж резко сократился.
С 1878 по 1881 год не чеканилось ни одной монеты, за исключением 810 экземпляров, отчеканенных в 1880 году для включения в подарочные наборы высокопоставленным лицам. Несколько из этих монет позже попали в обращение. Монеты в один рин были снова выпущены в обращение в 1882 году. Было отчеканено более 1 миллиона монет. Позже эти цифры выросли до десятков миллионов, пока чеканка не была отменена два года спустя. Решение отказаться от чеканки монет номиналом в один рин в 1884 году было принято из-за их «неудобно малого размера», что сделало их непопулярными в использовании. Монеты в один мон старой монетной системы использовались в обращении совместно с ринами, пока моны не были изъяты из обращения 31 декабря 1891 года. Монеты номиналом один рин последний раз были отчеканы в 1892 году, как  экземпляры, не находящиеся в обращении, для показа на Всемирной Колумбийской выставке.
В конце 1953 года монеты номиналом 1 рин были изъяты из обращения из-за того, что они имели неудобный размер и слишком малый номинал. Для сравнения, уже к 1904 году 1 японский рин стоил 1/10 от британского фартинга, либо же 1/20 от американского цента.

## Тираж
Ниже приведены тиражи монет номиналом один рин.
| Дата по японскому календарю | Дата по григорианскому календарю | Тираж             |
| --------------------------- | -------------------------------- | ----------------- |
| 六                          | 1873                             | 6,979,260         |
| 七                          | 1874                             | 4,881,630         |
| 八                          | 1875                             | 3,718,840         |
| 九                          | 1876                             | 23,000            |
| 十                          | 1877                             | 23,000            |
| 三十                        | 1880                             | 810               |
| 五十                        | 1882                             | 3,632,360         |
| 六十                        | 1883                             | 14,128,150        |
| 七十                        | 1884                             | 16,009,130        |
| 五十二                      | 1892                             | Не распространена |